# Hognoides urbanides
Hognoides urbanides là một loài nhện trong họ Lycosidae.
Loài này thuộc chi Hognoides. Hognoides urbanides được Embrik Strand miêu tả năm 1907.